# Krępa Słupska
Krępa Słupska (deutsch Krampe, früher Crampe) ist ein Dorf bei Stolp  in der polnischen Woiwodschaft Pommern.

## Geographische Lage
Das Dorf liegt in Hinterpommern, etwa sechs Kilometer südlich der Stadt Stolp und 103 Kilometer westlich der regionalen Metropole Danzig. Der Ort liegt am östlichen Ufer des Bachs Glaskow in der Nähe des südlichen Stadtrands von Stolp.

## Geschichte

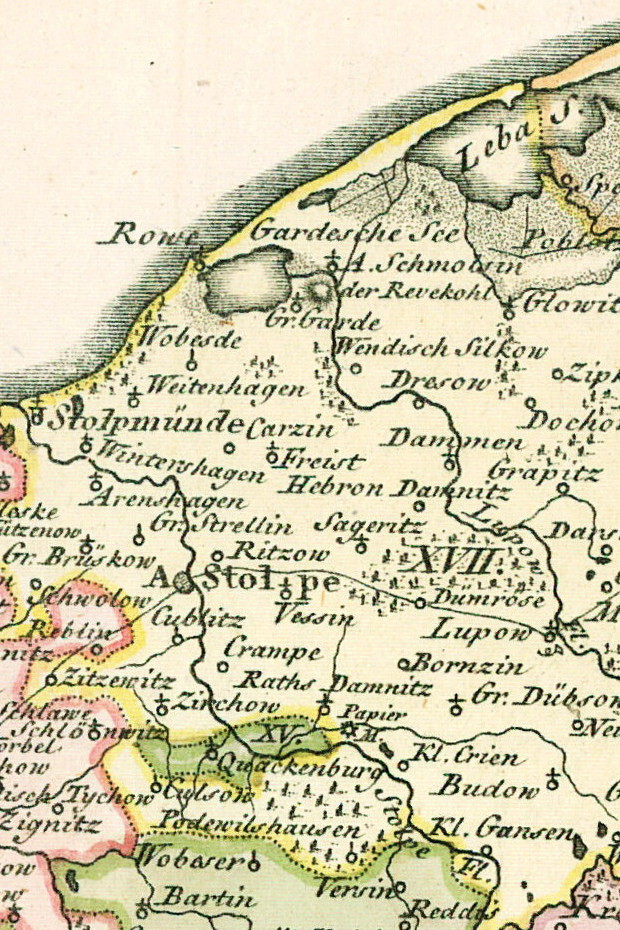
Krampe (Crampe), südlich der Stadt Stolp (früher Stolpe geschrieben) und rechts der Stolpe, auf einer Landkarte von 1794.

Krampe südöstlich von Stolp (linke Bildhälfte) auf einer Landkarte von 1910.

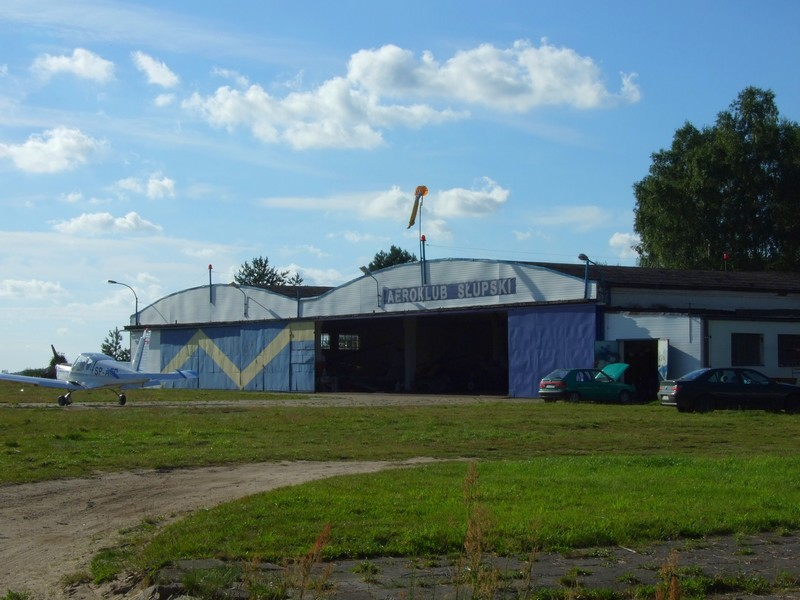
Hangar für Leichtflugzeuge auf dem Sportflugplatz (2007)

Das Dorf, seiner historischen Dorfform nach ein Zeilendorf, gehörte früher zu einem Rittergut. Krampe wurde bereits in einer Urkunde aus dem Jahr 1313 erwähnt, aus der hervorgeht, dass damals Graf Peter von Neuenburg und seine Brüder Johann und Lorenz aus dem Adelsgeschlecht der Swenzonen die Ortschaft Krampe ihren Vasallen Gottfried Bülow und Gerhard Ketelhodt überließen. 1329 wurde Krampe von Graf Jesko von Schlawe an den Deutschen Ritterorden verkauft. Das Gut kam danach wieder in Privatbesitz und wechselte in den nachfolgenden Jahrhunderten mehrfach die Besitzerfamilien, unter denen sich vorübergehend auch die Familie Puttkamer befand. Um das Jahr 1782 gab es in Krampe ein Vorwerk, sieben Bauern, fünf Kossäten eine Wassermühle, auf der Feldmark zwei Katen und eine weitere Mühle und insgesamt 21 Feuerstellen (Haushaltungen).
Am 1. April 1927 hatte das Gut Krampe eine Flächengröße von 999 Hektar, und am 16. Juni 1925 hatte der Gutsbezirk 310 Einwohner. Am 30. September 1928 wurde der Gutsbezirk Krampe in die Landgemeinde Krampe eingegliedert.
Anfang der 1930er Jahre hatte die Landgemeinde Krampe eine Flächengröße von 14,4 km². Innerhalb der Gemeindegrenzen standen insgesamt 47 bewohnte Wohnhäuser an neun verschiedenen Wohnstätten:
1. Büstermühle
2. Hammerkaten
3. Krampe
4. Lupinenfelde
5. Olgashöhe
6. Rieselkaten
7. Steinbach
8. Wilhelmsthal
9. Ziegenberg

In der Gemeinde gab es 25 landwirtschaftliche Betriebe.
Bis zum Jahr 1945 bildete Krampe eine Landgemeinde im Landkreis Stolp, Regierungsbezirk Köslin, der preußischen Provinz Pommern des Deutschen Reichs. Krampe war Amtssitz des Amtsbezirks Krampe.
Gegen Ende des Zweiten Weltkriegs wurde die Region am 8. März 1945 von der Roten Armee besetzt. Es kam zu Übergriffen gegenüber Zivilisten und zahlreichen Erschießungen. Nach Beendigung der Kampfhandlungen wurde die Region zusammen mit ganz Hinterpommern seitens der sowjetischen Besatzungsmacht der Volksrepublik Polen zur Verwaltung überlassen. Im Sommer 1945 trafen Polen ein, die sich der Häuser und Gehöfte bemächtigten. Krampe wurde unter der polonisierten Ortsbezeichnung ‚Krępa Słupska‘ verwaltet. Die meisten Dorfbewohner wurden anschließend von der polnischen Administration aus Krampe vertrieben. Einige Dorfbewohner konnten bleiben und waren dort noch bis 1954 als Gutsarbeiter beschäftigt.
Später wurden in der Bundesrepublik Deutschland 180 und in der DDR 74 Dorfbewohner aus Krampe ermittelt.
Der Ort bildet heute ein Schulzenamt in der Gmina Redzikowo (Landgemeinde Reitz) im Powiat Słupski (Stolper Kreis) der Woiwodschaft Pommern.

### Entwicklung der Einwohnerzahl
- 1939: 344
- 2010: ca. 3000

### Schule
Bis 1945 hatte Krampe eine zweistufige Volksschule mit zwei Klassen. Im Jahr 1932 unterrichtete hier ein einzelner Lehrer 76 Schulkinder.

### Kirche
Die bis 1945 anwesende Dorfbevölkerung war überwiegend evangelisch. Im Jahr 1925 hatte Krampe elf Einwohner katholischer Religionszugehörigkeit. Das Dorf gehörte zum Kirchspiel der St.-Petri-Kirche zu Stolp und damit zum Kirchenkreis Stolp-Altstadt.
Die seit 1945 und Vertreibung der einheimischen Dorfbewohner anwesende polnische Einwohnerschaft ist überwiegend katholisch.